# Vizeleutnant
Vizeleutnant (Vzlt) ist ein Dienstgrad der höheren Unteroffiziere (Stabsunteroffiziere) im Österreichischen Bundesheer und dort zugleich der höchste Unteroffiziersdienstgrad. Der Vzlt war von 1924 bis 1938 und ist wieder seit 1965 eingeführt. Er ist der höchste Rang, der ohne Matura zu erreichen ist und kann von Berufsunteroffizieren (Verwendungsgruppe M BUO 1) und Milizunteroffizieren erreicht werden. Der Vzlt wird häufig als Dienstführender Unteroffizier (Spieß) verwendet. Dem Vzlt entspricht in der deutschen Bundeswehr etwa der Oberstabsfeldwebel.
Die Einfassung der Uniformdienstgradabzeichen des Vzlt ist silber-gold meliert. Die früher nur für Vizeleutnante vorgesehene silber-goldene Schulterspange mit Schuber ist von allen Stabsunteroffizieren in den Verwendungsgruppen M BUO 1 bzw. UO 1 (Milizunteroffiziere), also vom Stabswachtmeister aufwärts, zu tragen.
In die Kritik geriet die Praxis, dass bis zur Einführung der Besoldungsgruppe Militärischer Dienst Unteroffiziere als Beamte der Allgemeinen Verwaltung mit Bestlaufbahn und auf C-wertigem Dienstposten bereits nach 15-jähriger Dienstzeit nicht selten unter Überspringung der Dienstgrade Stabs- und Oberstabswachtmeister zum Vzlt befördert werden konnten. Moniert wurde nicht nur die daraus resultierende und bis heute existente „Wasserkopflastigkeit“ bzw. „Überbevizerung“ des Unteroffizierskorps, sondern auch der Umstand, dass ein ca. 33-jähriger Vzlt bis zur Pensionierung weitere 32 Jahre dienen konnte, ohne weitere Aussicht auf Beförderung zu haben.
| Niedrigerer Dienstgrad Offiziersstellvertreter                                                                       | Dienstgrad Vizeleutnant | Höherer Dienstgrad Fähnrich |
| Einordnung: Rekruten – Chargen – Unteroffiziere – Offiziere Alle Dienstgrade auf einen Blick: Bundesheer-Dienstgrade |                         |                             |

Siehe auch:
- Fähnrich
- Unterleutnant
- Leutnant